# Ludwinów (powiat opoczyński)
Ludwinów – wieś w Polsce położona w województwie łódzkim, w powiecie opoczyńskim, w gminie Sławno.
W latach 1975–1998 miejscowość należała administracyjnie do województwa piotrkowskiego.